# نیاگارا (کنتاکی)
نیاگارا (به انگلیسی: Niagara) یک منطقهٔ مسکونی در ایالات متحده آمریکا است که در شهرستان هندرسون، کنتاکی واقع شده‌است. نیاگارا ۱۴۶٫۰ متر بالاتر از سطح دریا واقع شده‌است.